# Фатимская молитва
Фа́тимская моли́тва — католическая молитва к Иисусу Христу, включенная в состав Розария.

## Текст молитвы на русском
О, милосердный Иисус!
Прости нам наши прегрешения
Избавь нас от огня адского,
И приведи на небо все души,
Особенно те, кто больше всего нуждаются в Твоём милосердии.
Аминь

## Текст молитвы на латыни
Domine Jesu,
Dimitte nobis debita nostra,
Salva nos ab igne inferiori,
Perduc in caelum omnes animas,
Praesertim eas, quae misericordiae tuae maxime indigent.
Amen.

## Другой вариант
O mi Jesu,
dimitte nobis peccata nostra;
libera nos ab igne inferni;
perduc omnes animas in caelum,
praesertim maxime indigentes.
Amen.

## История
Фатимская молитва вошла в частое употребление с XX века, после явлений в Фатиме

## Чтение
Также она входит в состав Розария, где читается в конце каждой тайны.